# Karvia

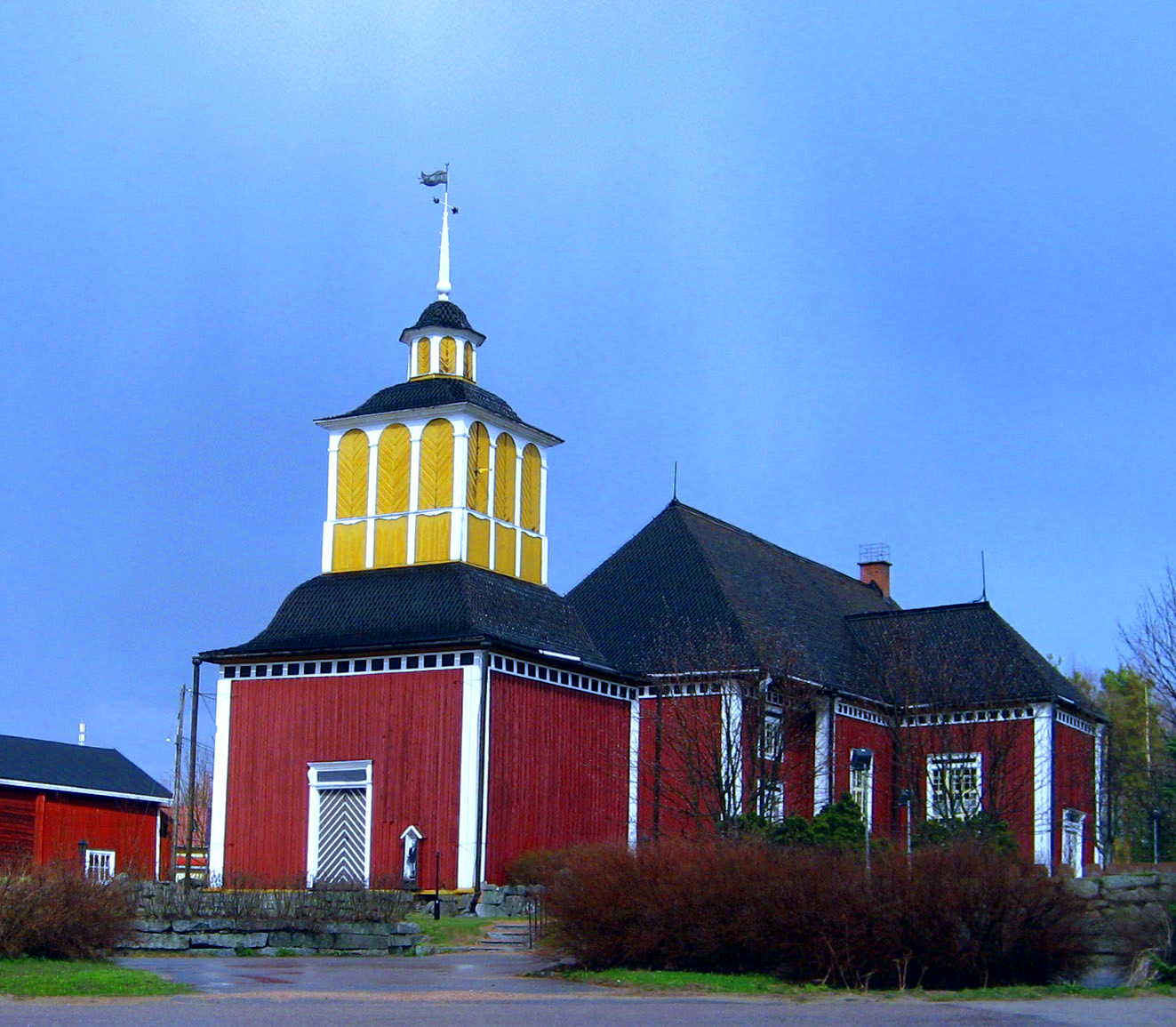
Karvia kyrkobys kyrka

Karvia (finska: Karvia) är en kommun i landskapet Satakunta i Finland. Folkmängden i Karvia kommun uppgår till cirka 2 290 invånare, och den totala arealen utgörs av 519,89 km². Folkmängden i tätorten Karvia kyrkoby uppgick den 31 december 2012 till 827  invånare, landarealen utgjordes av 2,80  km² och folktätheten uppgick till 295,4  invånare/ km². Karvia kommun grundades år 1891. Kommunen gränsar till Kauhajoki stad, Jalasjärvi kommun, Parkano stad, Kankaanpää stad och Honkajoki kommun. I Karvia kommun finns insjön Karvianjärvi.
Karvia kommun ingår i Norra Satakunta ekonomiska region.
Karvia kommuns språkliga status är enspråkig finsk.

## Karvia församling
Karvia grundades som kapellförsamling under Ikalis moderförsamling år 1796. Överflyttades som kapellförsamling under Kankaanpää församling år 1841. Avskildes till en egen kyrksocken år 1891.
Byar som har tillhört Karvia församling i äldre tider: Ämmälä, Kantinkylä, Karvia, Kirkonkylä, Sara, Sarvela och Suomijärvi. I nuvarande Karvia kommun finns nio byar, bland vilka kan nämnas: Kantti, Sara, Sarvela, Saunaluoma, Suomijärvi och Ämmälä.

## Politik

### Mandatfördelning i Karvia kommun, valen 1976–2021
| 1 | 2 | 4 | 12 | 2 |

| 1 | 2 | 4 | 11 | 3 |

| 2 | 5 | 12 | 2 |

| 2 | 4 | 13 | 2 |

| 1 | 4 | 3 | 10 | 1 | 2 |

| 1 | 3 | 1 | 12 | 1 | 3 |

| 1 | 4 | 12 | 1 | 3 |

| 1 | 4 | 1 | 11 | 1 | 3 |

| 15 | 6 |

| 1 | 3 | 1 | 12 | 1 | 3 |

| 17 | 4 |

| 1 | 3 | 3 | 10 | 4 |

| 16 | 5 |

| 1 | 3 | 4 | 10 | 3 |

| 18 | 3 |

| 1 | 3 | 5 | 9 | 3 |

| 14 | 7 |

### Vänorter
Karvia kommun har två vänorter:
- Bollnäs, Sverige.
- Viru-Nigula, Estland.[10]

## Utbildning
Inom den grundläggande utbildningen finns fem finskspråkiga skolor: Kantin koulu (åk 1-6), Kirkonkylän koulu (åk 1-6), Saran koulu (åk 1-6), Sarvelan koulu (åk 1-6) och Yläkoulu (åk 7-9).

## Demografi

### Befolkningsutveckling
| Befolkningsutvecklingen i Karvia kommun 1975–2020                                                            | Befolkningsutvecklingen i Karvia kommun 1975–2020 | Befolkningsutvecklingen i Karvia kommun 1975–2020 | Befolkningsutvecklingen i Karvia kommun 1975–2020 | Befolkningsutvecklingen i Karvia kommun 1975–2020 |
| --- | ------------------------------------------------- | ------------------------------------------------- | ------------------------------------------------- | ------------------------------------------------- |
| |                                                   |                                                   |                                                   |                                                   |
| År |                                                   |                                                   | Folkmängd                                         |                                                   |
| 1975 | 1975                                              |                                                   | 3 864                                             |                                                   |
| 1980 | 1980                                              |                                                   | 3 728                                             |                                                   |
| 1985 | 1985                                              |                                                   | 3 559                                             |                                                   |
| 1990 | 1990                                              |                                                   | 3 342                                             |                                                   |
| 1995 | 1995                                              |                                                   | 3 272                                             |                                                   |
| 2000 | 2000                                              |                                                   | 3 008                                             |                                                   |
| 2005 | 2005                                              |                                                   | 2 825                                             |                                                   |
| 2010 | 2010                                              |                                                   | 2 643                                             |                                                   |
| 2015 | 2015                                              |                                                   | 2 475                                             |                                                   |
| 2020 | 2020                                              |                                                   | 2 322                                             |                                                   |
| Anm: Uppgifterna avser förhållandena den 31 december nämnda år enligt områdesindelningen den 1 januari 2022. |                                                   |                                                   |                                                   |                                                   |

### Språk
Befolkningen efter språk (modersmål) den 31 december 2022. Finska, svenska och samiska räknas som inhemska språk då de har officiell status i landet. Resten av språken räknas som främmande. För språk med färre än 10 talare är siffran dold av Statistikcentralen på grund av sekretesskäl.
| Språk                        | Talare 2022-12-31 | Talare 2022-12-31 |
| Språk                        | Antal             | Andel (%)         |
| ---------------------------- | ----------------- | ----------------- |
| Hela befolkningen            | 2 240             | 100,0             |
| Inhemska språk totalt        | 2 145             | 95,8              |
| Finska                       | 2 144             | 95,7              |
| Svenska                      | 1                 | 0,0               |
| Främmande språk totalt       | 95                | 4,2               |
| Estniska                     | 42                | 1,9               |
| Ukrainska                    | 28                | 1,2               |
| Ryska                        | 10                | 0,4               |
| Språk med färre än 10 talare | 15                | 0,7               |

|  | Finska (95,7 %) |

|  | Svenska (0,0 %) |

|  | Främmande språk (4,3 %) |

|  | Finska (95,7 %) |

|  | Svenska (0,0 %) |

|  | Främmande språk (4,3 %) |

## Sevärdheter
- Karvia hembygdsmuseum.
- Karvia friluftsmuseum. Gamla byggnader.
- Kyrö skans. En fästning uppförd på 1630-talet.
- Den medeltida landsvägen, Kyrönkankaantie löper genom kommunen.[15]